# Шторм (фильм, 1957)
«Шторм» — советский историко-революционный художественный фильм 1957 года. По одноимённой пьесе Владимира Билль-Белоцерковского. Единственная режиссёрская работа Михаила Дубсона.

## Сюжет
По одноимённой пьесе Владимира Билль-Белоцерковского о драматических событиях первых лет после революции.

## В ролях
- Всеволод Сафонов — председатель укома Бурмин
- Давид Волосов — комиссар Раевич
- Эмма Попова — Саша Карцева
- Евгений Лебедев — комиссар Лащилин; солдат Гудков
- Николай Граббе — председатель ЧК Смилгис
- Сергей Филиппов — Виленчук
- Андрей Костричкин — глухой старик
- Иван Коваль-Самборский — Богомолов
- Софья Пилявская — игуменья
- Сергей Плотников — кулак
- Пётр Савин — Степан Балашов
- Иннокентий Смоктуновский — Муромцев
- Лидия Сухаревская — спекулянтка Манька
- Георгий Юматов — Грачёв
- Георгий Жжёнов — Гаврила
- Людмила Волынская — эпизод
- Владимир Маренков — Лубенцов
- Эльза Леждей — монашка Палаша
- Тамара Носова — Дуся Савандеева
- Борис Лёскин — начпрод
- Пантелеймон Крымов — Поклевский
- Юрий Соловьёв — продотрядовец
- Александр Лебедев — комсомолец
- Станислав Коренев — Сеня, комсомолец

## Съёмочная группа
- Режиссёр: Михаил Дубсон
- Автор сценария: Владимир Билль-Белоцерковский, Михаил Блейман, при участии Михаила Дубсона
- Операторы: Дмитрий Месхиев
- Художник: Николай Суворов
- Композитор: Николай Червинский
- Звукооператор: Лев Вальтер